# Бюхлер, Николь
Николь Бюхлер (нем. Nicole Büchler, род. 17 декабря 1983, Biel/Bienne, Берн) — швейцарская прыгунья с шестом, участница трёх летних Олимпийских игр (2008, 2012, 2016). Четырёхкратная чемпионка Швейцарии (2009, 2012, 2013, 2015). Семикратная чемпионка Швейцарии в помещении (2007—2010, 2014—2016).

## Биография и карьера
С 1997 по 2002 год Николь была членом сборной Швейцарии по художественной гимнастике, участвовала в двух чемпионатах мира (Осака 1999, Новый Орлеан 2002) и четырех чемпионатах Европы (Патры 1997, Порту 1998, Будапешт 1999, Женева 2001). В 19 лет начала заниматься прыжками с шестом. В 2005 году впервые выступила на международной арене в новом для себя амплуа. В 2010 году вышла замуж за американского прыгуна Митча Грили.

## Основные результаты
| Год  | Соревнования                    | Место проведения         | Место  | Результат |
| ---- | ------------------------------- | ------------------------ | ------ | --------- |
| 2005 | Чемпионат Европы среди молодёжи | Эрфурт, Германия         | 12     | 3,80 м    |
| 2005 | Летняя Универсиада              | Измир, Турция            | 18 (q) | 3,80 м    |
| 2007 | Летняя Универсиада              | Бангкок, Таиланд         | 3      | 4,35 м    |
| 2008 | Летние Олимпийские игры         | Пекин, Китай             | 22 (q) | 4,30 м    |
| 2009 | Чемпионат Европы в помещении    | Турин, Италия            | 15 (q) | 4,25 м    |
| 2009 | Летняя Универсиада              | Белград, Сербия          | 2      | 4,50 м    |
| 2009 | Чемпионат мира                  | Берлин, Германия         | 15 (q) | 4,50 м    |
| 2011 | Чемпионат мира                  | Тэгу, Южная Корея        | 16 (q) | 4,50 м    |
| 2012 | Чемпионат мира в помещении      | Стамбул, Турция          | 8      | 4,55 м    |
| 2012 | Чемпионат Европы                | Хельсинки, Финляндия     | —      | NM        |
| 2012 | Летние Олимпийские игры         | Лондон, Великобритания   | 25 (q) | 4,25 м    |
| 2013 | Чемпионат мира                  | Москва, Россия           | 15 (q) | 4,45 м    |
| 2014 | Чемпионат Европы                | Цюрих, Швейцария         | 17 (q) | 4,25 м    |
| 2015 | Чемпионат Европы в помещении    | Прага, Чехия             | 11 (q) | 4,45 м    |
| 2015 | Чемпионат мира                  | Пекин, Китай             | 17 (q) | 4,45 м    |
| 2016 | Чемпионат мира в помещении      | Портленд, США            | 4      | 4,80 м    |
| 2016 | Чемпионат Европы                | Амстердам, Нидерланды    | —      | DNS       |
| 2016 | Летние Олимпийские игры         | Рио-де-Жанейро, Бразилия | 6      | 4,70 м    |
| 2017 | Чемпионат мира                  | Лондон, Великобритания   | 11     | 4,45 м    |
| 2019 | Чемпионат мира                  | Доха, Катар              | 18 (q) | 4,55 м    |